# Camilla Neriotti
Camilla Neriotti (Moncalieri, 29 aprile 1994) è una pallavolista italiana, centrale del Bologna.

## Carriera

### Club
Camilla Neriotti si avvicina al mondo della pallavolo nelle giovanili dell'Involley. Nella stagione 2010-11 con il Chieri '76 Carol's disputa il campionato di Serie B2 e con lo stesso club, a seguito della promozione, nelle due stagioni successive partecipa alla Serie B1. Negli stessi anni disputa, con la maglia dell'Involley, le finali dei campionati nazionali Under-18, dove nel 2011 viene eletta miglior centrale.
A metà annata 2013-14 viene ingaggiata dall'Antares di Sala Consilina, in Serie A2, mentre nella stagione successiva debutta in Serie A1 vestendo la maglia del Forlì.
Per il campionato 2015-16 torna in serie cadetta con la Libertas Aversa. Nella stagione 2016-17 è in Serie B1 con la Garavini Ravenna, con cui conquista la promozione in Serie A2, categoria dove milita nell'annata 2017-18 con l'altra squadra ravennate ossia l'Olimpia Teodora: tuttavia a campionato in corso viene ceduta all'Arzano, in Serie B1, dove conclude la stagione.
Nell'annata 2018-19 si accasa, sempre in B1, alla Libera Virtus di Cerignola, dove rimane anche per le due stagioni successive, dopo la fusione della società nella FLV Cerignola, prima di trasferirsi per il campionato 2021-22 al Volta di Mantova.
Per la stagione 2022-23, ancora nella terza serie nazionale, viene ingaggiata dal Bologna con il quale conquista la Coppa Italia di categoria, venendo nominata nell'occasione miglior centrale della manifestazione, e la promozione in Serie A2: viene confermata in rosa anche per l'annata successiva, ritornando così in serie cadetta.

### Nazionale
Negli anni 2010 e 2011 riceve alcune convocazioni nella nazionale Under-18 partecipando a collegiali e tornei amichevoli in preparazione al Torneo 8 Nazioni.

## Palmarès

### Club
- Coppa Italia di Serie B1

2022-23

### Premi individuali
- 2011 - Finale nazionale campionato di pallavolo femminile Under-18: Miglior centrale
- 2023 - Coppa Italia di Serie B1: Miglior centrale